# Stazione di Cavarzere Centro
Stazione di Cavarzere Centro vasútállomás Olaszországban, Veneto régióban, Cavarzere településen.

## Vasútvonalak
Az állomást az alábbi vasútvonalak érintik:
- Adria–Mestre-vasútvonal

## Kapcsolódó állomások
A vasútállomáshoz az alábbi állomások vannak a legközelebb: 
- Stazione di Adria (Stazione di Adria, Adria–Mestre-vasútvonal)
- Stazione di Cavarzere (Stazione di Venezia Mestre, Adria–Mestre-vasútvonal)